# Косарев, Владимир Алексеевич
Владимир Алексеевич Косарев (1924—1945) — лейтенант Рабоче-крестьянской Красной Армии, участник Великой Отечественной войны, Герой Советского Союза (1944).

## Биография
Владимир Косарев родился 18 сентября 1924 года в Воронеже. После окончания восьми классов школы работал медником. В 1942 году Косарев был призван на службу в Рабоче-крестьянскую Красную Армию. В 1943 году он окончил Горьковское танковое училище. В боях Великой Отечественной войны с января 1943 года. Воевал на Центральном, 1-м Украинском, 2-м Украинском, 1-м Белорусском фронтах. К марту 1944 года лейтенант Владимир Косарев командовал танком 51-го отдельного мотоциклетного батальона 16-го танкового корпуса 2-й танковой армии 2-го Украинского фронта. Отличился во время освобождения Винницкой области Украинской ССР.
16 марта 1944 года командир танка 51-го отдельного мотоциклетного батальона лейтенант В. А. Косарев в бою за железнодорожную станцию Вапнярка Томашпольского района Винницкой области на своем танке первым ворвался на вражеские позиции. Своими дерзкими и умелыми действиями он посеял панику среди гитлеровцев, огнём и гусеницами уничтожил две миномётные батареи и до 120 человек солдат и офицеров противника.
Несмотря на ожесточённый артиллерийский огонь противника, лейтенант В. А. Косарев вышел на узел важнейших дорог и огнём отрезал путь отхода до 2000 автомашин противника с боеприпасами, техникой и прочим имуществом, которые потом были захвачены нашими частями. Своими активными действиями отважный танкист обеспечил захват важной узловой станции Вапнярка.
Указом Президиума Верховного Совета СССР от 13 сентября 1944 года лейтенант Владимир Косарев был удостоен высокого звания Героя Советского Союза с вручением ордена Ленина и медали «Золотая Звезда»
В январе-феврале 1945 года в боях на территории Польши гвардии старший лейтенант В. А. Косарев, командуя разведгруппой, своевременно вскрывал рубежи сопротивления противника, пути его отхода, состав отходящих частей и своевременно информировала обо всём командование.
Разведгруппа под его командованием дерзкими действиями с флангов, с тыла, сбивала заслоны, захватывала мосты по маршруту, наводила панику среди отходящих групп противника и открывала дорогу нашим частям. При этом его танк уничтожил два орудия, до 35 солдат и офицеров противника и 10 подвод, за что гвардии старший лейтенант В. А. Косарев был награждён орденом Александра Невского.
Был также награждён орденом Красного Знамени.
В одном из последующих боёв получил тяжёлые ранения, от которых скончался 7 марта 1945 года. Похоронен на центральной площади города Чарнкув в Польше. В июне 2006 года по решению Городского совета останки солдат были эксгумированы и захоронены на военном участке Коммунального кладбища в Чарнкуве.

## Память
В Воронеже на школе, в которой учился Герой, ему установлена мемориальная доска.
Бронзовый бюст был торжественно открыт губернатором области А. В. Гордеевым 31.08.2016 г. в Воронеже.

## Семья
Отец Косарев Алексей Ильич (1896—1938) — член ВКП (б) с 1918 года. Арестован 28 августа 1937 г. Добринским РО НКВД Воронежской области в с. Добринка как член антисоветской право-троцкистской вредительской и террористической организации. Расстрелян 15 января 1938 г.. Был включен в так называемые «сталинские списки».
Брат Косарев Адольф Алексеевич (1935—2014) — воспитывался в семье брата отца Косарева Николая Ильича. В 1957 году окончил физико-математический факультет Воронежского государственного университета. Учился в аспирантуре, защитил кандидатскую диссертацию. Работал доцентом кафедры математической физики Воронежского государственного университета.